# Cerastium macrocalyx
Cerastium macrocalyx är en nejlikväxtart som beskrevs av Adolphine Buschmann. Cerastium macrocalyx ingår i släktet arvar, och familjen nejlikväxter. Inga underarter finns listade i Catalogue of Life.